# Budíky a hodiny
Budíky a hodiny, též Windows Hodiny, v angličtině známé jako Windows Clock, jsou nástroj, který je součástí operačního systému Microsoft Windows. V aktuální verzi (Windows 11) nabízí uživateli následující funkce: Časy na soustředění, časovač, budík, stopky a hodiny v jiných časových pásmech.

## Historie
Ve Windows 1.0 existoval nástroj zvaný Clock, který sloužil uživateli k určení aktuálního času. Měl podobu virtuálního hodinového ciferníku s hodinovou, minutovou a vteřinovou ručkou. Tento nástroj byl dostupný do Windows 3.11, zde pod českým názvem Hodiny, kde si navíc mohl uživatel vybrat analogové nebo digitální hodiny. Nástroj byl později odstraněn, když byl představen hlavní panel a čas se začal objevovat na něm.
Na kompaktních a mobilních zařízeních se později podobný nástroj objevil znova, s vydáním Windows 8.1 se nástroj dostal i zpět do klasických počítačů a uživateli nově umožňoval vytvářet budíky – počítač začne přehrávat zvolenou melodii ve stanovený čas, spouštět časovače a stopky.